# California League
 (août 2025).
La Ligue de Californie (California League en anglais) est une ligue mineure de baseball composée d'équipes situées dans l'État américain de Californie. Elle est classée au niveau A, soit quatre niveaux en dessous de la Ligue majeure de baseball. Chaque équipe est affiliée à une franchise de Ligue majeure, permettant le développement de joueurs avant leur arrivée au plus haut niveau. Fondée en 1941, elle a brièvement pris l'appellation Low-A West en 2021 avant de reprendre son appellation d'origine dès la saison suivante.

## Histoire
La Ligue de Californie est fondée en 1941 par des formations d'Anaheim, Bakersfield, Fresno, Merced, Riverside, San Bernardino, Santa Barbara et Stockton. Elle cesse ses activités de 1943 à 1945 en raison de la Seconde Guerre mondiale.
En 1955, Reno (Nevada) est admis dans la Ligue où elle évolue pendant 37 saisons.
En 2007, les 694 matches de la saison ont drainé 1 649 480 spectateurs dans les stades, soit une moyenne de 2377 spectateurs par rencontre.

## Équipes de la saison 2023
| Division | Franchise                  | Ville            | État       | Stade (capacité)               | Affilié à (depuis)               |
| -------- | -------------------------- | ---------------- | ---------- | ------------------------------ | -------------------------------- |
| North    | Grizzlies de Fresno        | Fresno           | Californie | Chukchansi Park (10 650)       | Rockies du Colorado (2021)       |
| North    | Nuts de Modesto            | Modesto          | Californie | John Thurman Field (4 000)     | Mariners de Seattle (2017)       |
| North    | Giants de San Jose         | San Jose         | Californie | Excite Ballpark (4 200)        | Giants de San Francisco (1988)   |
| North    | Ports de Stockton          | Stockton         | Californie | Banner Island Ballpark (5 300) | Athletics d'Oakland (2005)       |
| South    | 66ers de l'Inland Empire   | San Bernardino   | Californie | San Manuel Stadium (8 000)     | Angels de Los Angeles (2011)     |
| South    | Storm de Lake Elsinore     | Lake Elsinore    | Californie | Lake Elsinore Diamond (7 866)  | Padres de San Diego (2001)       |
| South    | Quakes de Rancho Cucamonga | Rancho Cucamonga | Californie | LoanMart Field (6 200)         | Dodgers de Los Angeles (2011)    |
| South    | Rawhide de Visalia         | Visalia          | Californie | Recreation Park (2 468)        | Diamondbacks de l'Arizona (2007) |

## Palmarès
| - 1941 Santa Barabara - 1942 Santa Barabara - 1946 Stockton - 1947 Stockton - 1948 Santa Barabara - 1949 San Jose - 1950 Modesto - 1951 Santa Barabara - 1952 Fresno - 1953 San Jose - 1954 Modesto - 1955 Fresno - 1956 Fresno - 1957 Salinas - 1958 Fresno - 1959 Modesto - 1960 Reno |  | - 1961 Reno - 1962 San Jose - 1963 Stockton - 1964 Fresno - 1965 Stockton - 1966 Modesto - 1967 San Jose - 1968 Fresno - 1969 Stockton - 1970 Bakersfield - 1971 Visalia - 1972 Modesto - 1973 Lodi - 1974 Fresno - 1975 Reno - 1976 Reno - 1977 Lodi |  | - 1978 Visalia - 1979 San Jose - 1980 Stockton - 1981 Lodi - 1982 Modesto - 1983 Redwood - 1984 Modesto - 1985 Fresno - 1986 Stockton - 1987 Fresno - 1988 Riverside - 1989 Bakersfield - 1990 Stockton - 1991 High Desert - 1992 Stockton - 1993 High Desert - 1994 Rancho Cucamonga |  | - 1995 San Bernardino - 1996 Lake Elsinore - 1997 High Desert - 1998 San Jose - 1999 San Bernardino - 2000 San Bernardino - 2001 San Jose/Lake Elsinore - 2002 Stockton - 2003 Inland Empire - 2004 Modesto - 2005 San Jose - 2006 Inland Empire - 2007 San Jose - 2008 Stockton - 2009 San Jose - 2010 San Jose - 2011 Storm de Lake Elsinore |  | - 2012 JetHawks de Lancaster - 2013 66ers de l'Inland Empire - 2014 JetHawks de Lancaster - 2015 Quakes de Rancho Cucamonga - 2016 Mavericks de High Desert - 2017 Nuts de Modesto - 2018 Quakes de Rancho Cucamonga - 2019 Rawhide de Visalia - 2020 Saison annulée en raison de la pandémie de Covid-19 - 2021 Giants de San Jose - 2022 Storm de Lake Elsinore - 2023 Nuts de Modesto |